# Spanje op de Olympische Jeugdwinterspelen 2012
Spanje was een van de landen die deelnam aan de Olympische Jeugdwinterspelen 2012 in Innsbruck, Oostenrijk.

## Deelnemers en resultaten
(m) = mannen, (v) = vrouwen 

### Alpineskiën
| Olympiër      | Onderdeel           | Resultaat | Prestatie                          |
| ------------- | ------------------- | --------- | ---------------------------------- |
| Adria Bertran | super g (m)         | 24        | 1.08,21 (+3,76 )                   |
| Adria Bertran | supercombinatie (m) | -         | - (-) (1.06,88, DNF)               |
| Adria Bertran | reuzenslalom (m)    | -         | - (-) (59,94, DNF)                 |
| Adria Bertran | slalom (m)          | -         | - (-) (DNF, -)                     |
|               |                     |           |                                    |
| Ona Rocamora  | super g (v)         | 19e       | 1.08,99 (+3,21)                    |
| Ona Rocamora  | supercombinatie (v) | -         | - (-) (DNF, -)                     |
| Ona Rocamora  | reuzenslalom (v)    | 22e       | 2.02,50 (+6,37) (1.01,12, 1.01,38) |
| Ona Rocamora  | slalom (v)          | -         | - (-) (DNF, -)                     |

### IJshockey
| Olympiër    | Onderdeel                 | Resultaat | Prestatie              |
| ----------- | ------------------------- | --------- | ---------------------- |
| Paul Cerda  | vaardigheidswedstrijd (m) | 16e       | kwalificatie: 0 punten |
|             |                           |           |                        |
| Irene Senac | vaardigheidswedstrijd (v) | 11e       | kwalificatie: 8 punten |

### Langlaufen
| Olympiër       | Onderdeel          | Resultaat | Prestatie         |
| -------------- | ------------------ | --------- | ----------------- |
| Adrian Clavero | 10 km klassiek (m) | 36e       | 34.52,2 (+5.23,4) |
| Adrian Clavero | sprint (m)         | 31e       | kwalificatie      |
|                |                    |           |                   |
| Yaiza Barajas  | 5 km klassiek (v)  | 36e       | 19.04,0 (+4.46,0) |
| Yaiza Barajas  | sprint (v)         | 27e       | kwartfinale       |

### Skeleton
| Olympiër     | Onderdeel | Resultaat | Prestatie                             |
| ------------ | --------- | --------- | ------------------------------------- |
| Marc Alcaraz | jongens   | 13e       | 2.02,38 [1.00,98 (12) + 1.01,40 (13)] |

### Snowboarden
| Olympiër     | Onderdeel      | Resultaat | Prestatie                               |
| ------------ | -------------- | --------- | --------------------------------------- |
| Manex Azula  | halfpipe (m)   | 19e       | Serie: 10e (49.00)                      |
| Manex Azula  | slopestyle (m) | 17e       | Finale: 17e (33.50) Serie: 9e (62.25) Q |
|              |                |           |                                         |
| Sara Eguibar | halfpipe (v)   | 11e       | Kwalificatie: 11e (35.50)               |